# 滇兰属
滇兰属（学名：Hancockia）是兰科下的一个属，为陆生兰。该属仅有滇兰（Hancockia uniflora）一种，分布于中国云南东南部至越南。